# Meloe barbarus
Meloe barbarus är en skalbaggsart som beskrevs av Leconte 1861. Meloe barbarus ingår i släktet Meloe och familjen oljebaggar. Inga underarter finns listade i Catalogue of Life.